# Svenska Arbetarsångarförbundet
Svenska Arbetarsångarförbundet (SAS) är en riksorganisation som organiserade körer i Sverige.

## Historik
Svenska Arbetarsångarförbundet bildades i november 1947 i Göteborg. Vid samma tid bildades Nordiska Arbetarsångar- och Musikerförbundet (NASOM). 1978 hade Svenska Arbetarsångarförbundet 1500 körsångare fördelat på 60 körer och 2007 hade man 34 körer.

### Tidningar
Svenska Arbetarsångarförbundet började 1957 att ge ut Sången - Organ för Svenska Arbetarsångar-förbundet som 1958 bytte namn till Samklang. Tidningen lades ner 2016.

## Ordförande
- Thure Rosvall
- 1963–1975: Josef Lindell
- 1975-1990: Rolf Dahlberg
- 1994-1998: Rolf Dahlberg[2]